# Wilmar Castro Soteldo
Pour les articles homonymes, voir Castro et Soteldo.
Wilmar Castro Soteldo est un militaire et homme politique vénézuélien, né à Villa Bruzual dans l'État de Portuguesa au Venezuela le 3 mai 1955. Il est l'actuel ministre de l'Agriculture productive et des Terres depuis le 6 janvier 2016. Il a également été gouverneur de son État natal de 2008 à 2016 et antérieurement deux fois ministres, du Tourisme (2005-2007) et du Commerce (2003-2005). 